# Ян Фекете
Ян Фе́кете (словац. Ján Fekete; нар. 12 серпня 1945, Модри Камень, Третя Чехословацька Республіка) — словацький учитель, прозаїк, поет, редактор і публіцист, автор художніх книжок для дітей та молоді, науково-фантастичних оповідань та творів документалістики.

## Життєпис
Походив із сім'ї тесляра. Після закінчення основної школи у своєму рідному місті навчався в 1960—1963 рр. на фрезерувальника у ПТУ в Поважській Бистриці і Детві. За цією професією нетривалий час працював на Подполянському машинобудівному заводі, а декілька місяців займав там посаду редактора заводської багатотиражки «Podpoliansky strojár». Також відвідував вечірню школу для робітників у Зволені та Банській Бистриці, а в квітні 1964 дістав посаду молодіжного редактора Чехословацького радіо в Банській Бистриці. Здобувши середню освіту 1965 року, вступив у Банській Бистриці на педагогічний факультет за фахом «словацька мова та історія», який він успішно закінчив у 1969.
Ще студентом редагував студентський часопис «ADAB», який видавався як додаток до обласної газети «Напрям». Підготував до виходу у світ свій поетичний дебют «Дорогою до обсерваторії» (Chodníčkom do hvezdárne). Проте виходу не відбулося, оскільки на нього вже нормалізації поширилася заборона публікуватися через його громадську діяльність. Здобувши вищу освіту, був редактором Чехословацького телебачення у Банській Бистриці, але з 1972 р. викладав у профтехучилищі. 1974 р. прийнятий на роботу у центр мовної підготовки в'єтнамців у с. Любохня, де працював до 1977. Потім повернувся на попереднє місце праці. 1980 переїхав до рідного Модри-Каменя, де працював учителем середньої школи до 1992, коли був обраний депутатом Національної Ради Словацької Республіки від Народної партії — Руху за демократичну Словаччину. Депутатські повноваження виконував до 1998. В 1992—1993 рр. був також мером рідного міста.
Через заборону друкуватися його перша книжка вийшла дещо пізніше, аж 1981 року. Нею виявилася збірка казок «Pristátie na Bielosienke». Перед тим його коротка проза, публіцистика і поезія з'являлися тільки в періодиці і під псевдонімом. Як письменник перепробував велику кількість різних жанрів від оповідання до роману. Писав і книжки для дітей та юнацтва, наукову фантастику і документалістику. Його вірші включають здебільша природну і любовну лірику, оспівують красу рідної землі і гармонію мирного сімейного життя. В його творчості знайшли відображення його різнобічні інтереси: астронома-любителя, колекціонера поштових марок на космічну тематику, збирача автографів, мальованих анекдотів про політику та цікавинок зі світу футболу.
За свою працю одержав низку нагород:
- Пам'ятна медаль за розвиток словацької дитячої літератури (1986).
- Пам'ятна медаль крайової обсерваторії у Банській Бистриці за розвиток аматорської астрономії  (1986).
- Орден Андрія Глінки I класу, державна відзнака, яку присуджує Президент Словацької Республіки (1998)
- Премія Й. М. Гурбана за оригінальний біографічний твір «Valent Balaša: život, dielo, súvislosti» (2005).

## Доробок
- Pristátie na Bielosienke (Посадка на Бєлосєнки), 1981
- Rozprávky z Tartušky (Казки з Тартушки), 1985
- Tancovanie s drakom (Танці з драконом), 1986
- Rosa z hviezd (Роса з зірок), 1986
- Hudba pre vesmíranov (Музика для іншопланетян), 1982
- Romanca o ehylte (Романс Еліт), 1984
- Okolo Galaxie za osemdesiat týždňov (Навколо Галактики за вісімдесят тижнів), 1988
- Safari na Podkrovitých (Сафарі на горищі), 1990
- Pastier padajúcich hviezd (Пастир падучих зір), 1993
- Futbalový dekameron (Футбольний декамерон), 1987
- Modrý Kameň (Синій камінь), 1993
- Krátky slovník nárečia slovenského modrokamenského (Короткий словник словацького модрокаменського наріччя), 1995